# 拉里·E·格雷納
拉里·E·格雷納（英語：Larry E. Greiner，1933年12月6日—2013年3月1日）是美國經濟學家，曾任南加州大学馬歇爾商學院管理與組織教授。於2013年3月1日在加利福尼亚州洛杉矶去世，享壽79歲。

## 學歷
格雷納在年輕時先取得美國堪萨斯大学的學士學位。1958年，格雷納進入哈佛商学院就讀，並在2年內獲得了MBA學位，1966年再取得哈佛商學院DBA學位。

## 格雷納模型

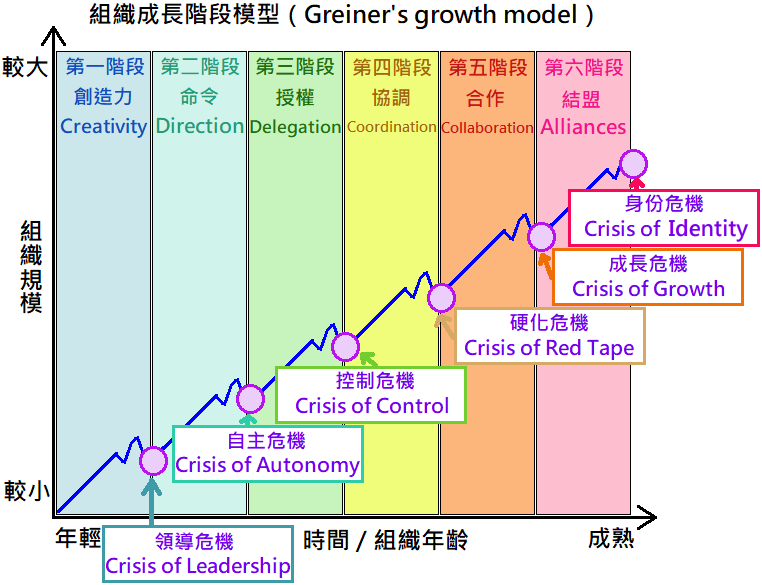
組織成長階段模型（Greiner's growth model）中文翻譯

1972年，格雷納利用組織年齡、組織規模、演變的各個階段、變革的各個階段以及產業成長率5個關鍵性概念提出了組織成長階段模型（Greiner's growth model），將其分成六種階段（1972年提出時只有五階段，第六階段於1998年時新增），並提出了演變（Evolution）與變革（Revolution）兩個關鍵的概念。這直接清楚解釋了組織該如何克服成長危機，組織各自的解決策略構成了重新爆發危機的基礎。
- 第一階段─創造力（Creativity）：每個人都無所不知，且有很多討論和相互資訊。但隨著組織逐漸成長，參與者所接受的資訊開始超載，其成長將遇到領導（Leadership）危機。
- 第二階段─命令（Direction）：隨著組織逐漸成長，決策者因控制的必要性和員工缺乏自我控制而導致工作超載，其成長將遇到自主（Autonomy）危機。
- 第三階段─授權（Delegation）：組織子領域或任務全部移交（任務、責任和許可權）並由其他人執行，其成長將遇到控制（Control）危機。
- 第四階段─協調（Coordination）：各個部門的專案和任務相互協調。然而，這種以投票進行協調將可能導致組織變成官僚組織，而其成長將遇到硬化（Red Tape）危機。
- 第五階段─合作（Collaboration）：組織的摩擦成本減少，其成長將遇到成長（Growth）危機。
- 第六階段─結盟（Alliances）：組織將遇到身份（Identity）危機，於1998年時新增該階段[6]。

## 延伸閱讀
- Evolution and Revolution as Organizations Grow, in: Mainiero, L. and Tromley, C.  Developing Managerial Skills in Organizational Behavior:  Exercises, Cases, and Readings (Englewood Cliffs, NJ: Prentice Hall) (2nd ed. 1994), S. 322–329 (zuerst in Harvard Business Review 1972, July – August, S. 37–46)
- (mit Virginia E. Schein), Power and Organization Development: Mobilizing Power to Implement Change. Prentice Hall Organizational Development Series, FT Press 1988

## 外部連結
- WorldCat 聯合目錄中拉里·E·格雷納的著作或與之相關的著作